# Proteales
Proteales é uma ordem de plantas angiospérmicas (plantas com flor - divisão Magnoliophyta), pertencente à classe Magnoliopsida (Dicotiledóneas - planta cujo embrião contém dois ou mais cotilédones).

## Famílias
- Proteaceae
- Platanaceae
- Nelumbonaceae
- Sabiaceae (incluída pelo APG IV (2016))